# Ольховиков, Александр Васильевич
Александр Васильевич Ольховиков (17 января 1941 — 30 января 2015) — советский военно-морской деятель, командир первого тяжёлого атомного ракетного подводного крейсера стратегического назначения «ТК-208», Герой Советского Союза (2 февраля 1984). Контр-адмирал (17 февраля 1988).

## Биография
Родился 17 января 1941 года в городе Сочи Краснодарского края. Русский. В детстве жил в городе Щербаков (ныне Рыбинск) Ярославской области, затем – в Москве. В 1957 году окончил 10 классов школы.
В Военно-Морском Флоте с июля 1957 года. В 1962 году окончил Высшее военно-морское училище имени М. В. Фрунзе. Служил на подводных лодках Северного флота: командир электронавигационной группы 288-го экипажа крейсерской подводной лодки (1962-1963), командиром электронавигационной группы дизель-электрической крейсерской подводной лодки «К-88» (апрель 1963 – ноябрь 1964), командиром штурманской боевой части дизель-электрической крейсерской подводной лодки «К-118» (ноябрь 1964 – ноябрь 1967), помощником командира 283-го экипажа большой подводной лодки (ноябрь 1967 – февраль 1969), помощником командира второго экипажа дизель-электрической большой подводной лодки «К-142» (февраль-июль 1969) и старшим помощником командира дизель-электрической большой подводной лодки «К-88» (июль 1969 – сентябрь 1970). В 1963 году вступил в КПСС.
В июле 1971 года окончил Высшие специальные офицерские классы ВМФ и продолжал службу на атомных подводных лодках Северного флота старшим помощником командира (октябрь 1971 – январь 1975) и командиром (январь 1975 – декабрь 1976) атомной крейсерской подводной лодки «К-450».
С декабря 1976 по январь 1985 года служил командиром ТК-208, первого в серии корабля проекта 941 «Акула» — самой большой в мире подводной лодки. Руководил освоением этого корабля с момента закладки. В ходе второго похода (1983—1984) был поставлен рекорд продолжительности непрерывного пребывания в подводном положении — 121 сутки.
Указом Президиума Верховного Совета СССР от 2 февраля 1984 года за освоение корабля, новой техники и оружия, проявленные при этом мужество и героизм капитану 1 ранга Ольховикову Александру Васильевичу присвоено звание Героя Советского Союза с вручением ордена Ленина и медали «Золотая Звезда».
С ноября 1984 года — начальник штаба, а с июля 1986 по декабрь 1988 — командир 18-й дивизии атомных подводных лодок Северного флота. Окончил заочно Военно-морскую академию имени А. А. Гречко с отличием (1986).
С декабря 1988 года — начальник 93-го учебного центра ВМФ (центра подготовки экипажей атомных подводных лодок) в Палдиски, Эстония, руководил им до вывода в Российскую Федерацию. С ноября 1994 года — начальник 5818-й технологической зоны ВМФ (хранение и технологическое обслуживание ядерных установок).
С декабря 1995 года — в запасе. Скончался в Москве. Похоронен на Троекуровском кладбище на Аллее адмиралов.

## Награды
- Герой Советского Союза (2 февраля 1984);
- орден Ленина (2 февраля 1984);
- орден Красной Звезды (1974);
- медали.

## Воинские звания
- Лейтенант (1.10.1962)
- Старший лейтенант (29.12.1963)
- Капитан-лейтенант (11.04.1966)
- Капитан 3-го ранга (24.03.1970)
- Капитан 2-го ранга (11.06.1973)
- Капитан 1-го ранга (3.05.1976)
- Контр-адмирал (17.02.1988)